# كونال كابور (لاعب كريكت)
كونال كابور (18 سبتمبر 1987 في الهند - ) هو لاعب كريكت هندي.

## وصلات خارجية
- كونال كابور على موقع إي آس بي آن كريك إنفو (الإنجليزية)